# Селець (гміна Жарнув)
Селець (пол. Sielec) — село в Польщі, у гміні Жарнув Опочинського повіту Лодзинського воєводства.
Населення — 209 осіб (2011).
У 1975-1998 роках село належало до Пйотрковського воєводства.

## Демографія
Демографічна структура станом на 31 березня 2011 року:
|          | Загалом | Допрацездатний вік | Працездатний вік | Постпрацездатний вік |
| -------- | ------- | ------------------ | ---------------- | -------------------- |
| Чоловіки | 114     | 25                 | 70               | 19                   |
| Жінки    | 95      | 14                 | 53               | 28                   |
| Разом    | 209     | 39                 | 123              | 47                   |